# كارولين بليس
كارولين بليس (بالإنجليزية: Caroline Bliss)‏ هي ممثلة بريطانية، ولدت في 12 يوليو 1961 بإنجلترا في المملكة المتحدة.

## أعمال

### أفلام
- (1987) أضواء النهار الحية[4][5][6]
- (1989) رخصة للقتل[7][8]

## وصلات خارجية
- كارولين بليس على موقع IMDb (الإنجليزية)
- كارولين بليس على موقع ألو سيني (الفرنسية)
- كارولين بليس على موقع أول موفي (الإنجليزية)
- كارولين بليس على موقع قاعدة بيانات الأفلام السويدية (السويدية)
- كارولين بليس على موقع إن إن دي بي (الإنجليزية)
- كارولين بليس على موقع قاعدة بيانات الفيلم (الإنجليزية)
- كارولين بليس على موقع كينوبويسك (الروسية)